# Snježana Kordićová
Snježana Kordić (IPA: ˈsnjɛʒʌnʌ ˈkɔːrditʃ  poslech; * 29. říjen 1964, Osijek) je chorvatská lingvistka, slavistka a vysokoškolská pedagožka.

## Biografie
Kordićová studovala jihoslovanské filologii v Osijeku a magisterský studijní program lingvistiky v Záhřebu. V roce 1990 pracovala na univerzitě v Osijeku a od roku 1991 pracovala na Katedře chorvatština Univerzity v Záhřebu. V roce 1993 obhájila disertační práci na Filozofické fakultě Univerzity v Záhřebu. V letech 1993–2007 pracovala v Německu: na univerzitě v Bochumi, univerzitě v Münsteru, kde se v roce 2002 habilitovala, Humboldtově univerzitě v Berlíně a univerzitě Johanna Wolfganga Goetheho ve Frankfurtu nad Mohanem.
Publikovala přes 150 lingvistické práce. Odborně se zajímá o gramatiku, syntax, pragmatiku, lexikologii, korpusová lingvistiku, kvantitativní lingvistiku, a sociolingvistiku. Co se problematiky jazykových vztahů mezi Chorvaty, Srby, Bosňáky a Černohorci týče, je názoru, že všichni hovoří jedním jazykem (viz srbochorvatština).

## Knižní publikace
- Relativna rečenica. Zagreb: Matica hrvatska a Hrvatsko filološko društvo, 1995. 366 s. (Znanstvena biblioteka Hrvatskog filološkog društva 25). Dostupné online. ISBN 953-6050-04-8. OCLC 37606491 SLK 000049920. (srbochorvatsky)
  -  Der Relativsatz im Serbokroatischen. München: Lincom Europa, 1999, 2. vydání 2002, 3. vydání 2005. 330 s. (Studies in Slavic Linguistics 10). ISBN 3-89586-573-7. OCLC 42422661 (německý překlad)
- Kroatisch-Serbisch: ein Lehrbuch für Fortgeschrittene mit Grammatik. Hamburg: Buske, 1997, 2. vydání 2004. 196 s. ISBN 3-87548-382-0. OCLC 40305383 (srbochorvatsky)
  -  Serbo-Croatian. München a Newcastle: Lincom Europa, 1997, 2. vydání 2006. 71 s. (Languages of the World/Materials 148). Dostupné online. ISBN 3-89586-161-8. OCLC 37959860 (anglický překlad části Gramatika, s. 122–188) Contents.
- Riječi na granici punoznačnosti. Zagreb: Hrvatska sveučilišna naklada, 2002. 227 s. Dostupné online. ISBN 953-169-073-1. OCLC 54680648 SLK 000526392. (srbochorvatsky)
  -  Wörter im Grenzbereich von Lexikon und Grammatik im Serbokroatischen. München: Lincom Europa, 2001. 280 s. (Studies in Slavic Linguistics 18). ISBN 3-89586-954-6. OCLC 47905097 (německý překlad)
- Jezik i nacionalizam. Zagreb: Durieux, 2010. 430 s. (Rotulus Universitas). Dostupné online. ISBN 978-953-188-311-5. OCLC 729837512 SLK 000502456. (srbochorvatsky)
  -  Lengua y Nacionalismo. Madrid: Euphonía Ediciones, 2014. 416 s. ISBN 978-84-936668-8-0. (španělský překlad)

## Recepce v českých slavistických časopisech
O knihy Relativna rečenica:
| „                 | Monografie S. Kordićové je detalním popisem typů relativních vět v chorvatštině. [...] Monografie se může stát dobrým východiskem pro podrobnou konfrontaci relativních vět v slovan. jazycích. | “ |
| — Helena Běličová | |   |

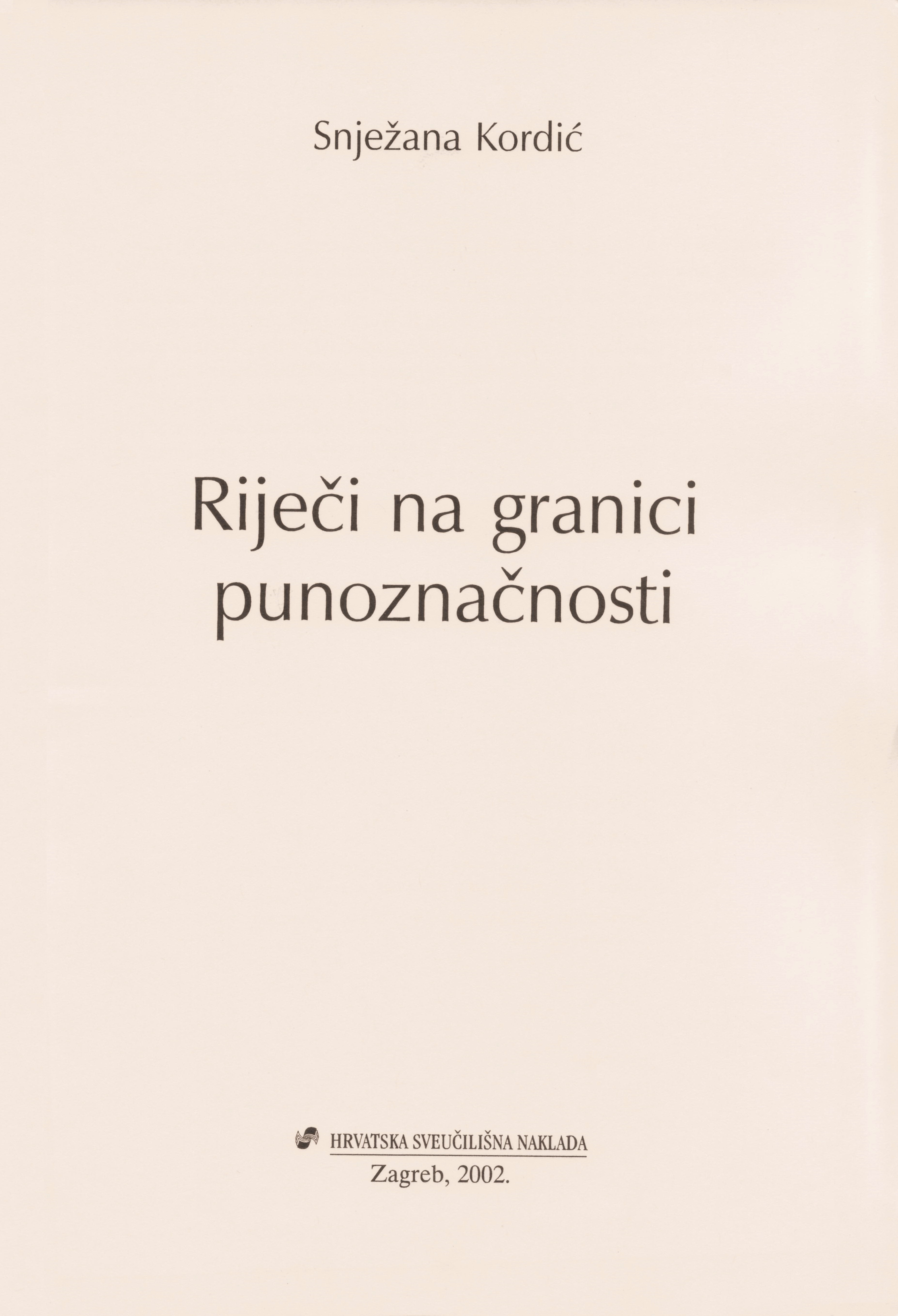
Kniha Kordićové Riječi na granici punoznačnosti 2002

O knihy Riječi na granici punoznačnosti:
| „                  | Představuje totiž důkladnou analytickou, informačné bohatou a vědecky spolehlivou práci. [...] Výkladová vyváženost, argumentační střízlivost a stylová jasnost charakterizuje tuto knihu stejně jako předchozí její monografii o relativních větách z r. 1995 (Kordić, S., Relativna rečenica, Zagreb 1995); ta byla v mezinárodních slavistických kruzích příznivě přijata (pro čtenáře Slavie ji recenzovala H. Běličová, Slavia 66, 1997, č. 1, s. 98–100) a přeložena do němčiny. Z monografie Kordićové mohou s prospěchem čerpat nejen kroatisté, ale všichni, kdo se zabývají konfrontačním a typologickým studiem slovanských jazyků. | “ |
| — Ludmila Uhlířová | |   |

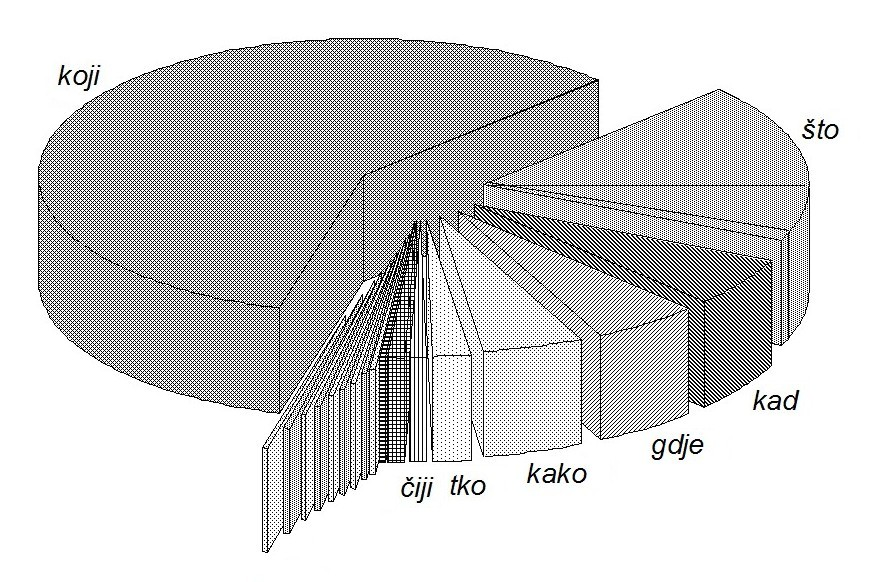
Frekvence relativizátorů (Kordić)

O knihy Jezik i nacionalizam:
| „              | A stejně tak podle Kordićové a na základě vědeckých argumentů, které na čtyřech stovkách stránek autorka trpělivě snáší, objektivně a reálně existuje i srbochorvatština, bez ohledu na to, jak horlivě se nacionalisticky smýšlející lingvisté na slovanském jihu snaží dokázat pravý opak. Ať už na celý problém máme názor jakýkoliv, kniha je bezesporu jednou z nejzásadnějších a nejpřínosnějších publikací, které se k analyzované otázce vyslovují. | “ |
| — Pavel Krejčí | |   |